# Piloci
Piloci – polski musical według libretta i w reżyserii Wojciecha Kępczyńskiego z tekstami piosenek Michała Wojnarowskiego i z muzyką Jakuba Lubowicza i Dawida Lubowicza. Prapremiera musicalu odbyła się 7 października 2017 roku w Teatrze Muzycznym „Roma” w Warszawie.

## Obsada
- w roli Niny: Natalia Krakowiak / Edyta Krzemień / Zofia Nowakowska
- w roli Jana: Paweł Mielewczyk / Jan Traczyk / Przemysław Zubowicz
- w roli Prezesa: Jan Bzdawka / Janusz Kruciński
- w roli Hansa: Michał Bronk / Wojciech Stolorz / Tomasz Więcek
- w roli Alice: Basia Gąsienica Giewont / Marta Wiejak
- w roli Franka: Jeremiasz Gzyl / Paweł Kubat
- w roli Maksa: Paweł Draszba / Piotr Piksa / Andrzej Skorupa
- w roli Stefana: Marcin Franc / Michał Piprowski / Marcin Wortmann
- w roli Nel: Ewa Lachowicz / Anastazja Simińska
- w roli Ewy: Sylwia Banasik / Paulina Łaba
- w roli Porucznika Pilkingtona: Krzysztof Bartłomiejczyk / Grzegorz Pierczyński / Robert Rozmus
- w roli Pułkownika Browna: Krzysztof Cybiński / Piotr Płuska
- w roli Lorda Stanforda: Wojciech Machnicki / Jakub Szydłowski
- w roli Howarda: Wiktor Korzeniowski / Wojciech Socha
- w roli Miss Pinky: Agata Bieńkowska / Malwina Kusior
- w roli Mary: Izabela Bujniewicz / Marta Burdynowicz
- w roli Betty: Kaja Mianowana
- w roli Jeremiego: Karol Jankiewicz / Rafał Supiński
- w roli Pierre’a-Alberta: Krzysztof Bartłomiejczyk
- w roli Pana w Kapeluszu: Paweł Draszba
- w roli Wojtka: Mikołaj Gajowy / Mateusz Panasiuk / Jan Petersen / Jan Pisera / Iwo Wiciński

- zespół taneczny: Dominika Dąbrowska / Anna Lubiak / Joanna Sikorska-Nowakowska / Mariusz Bocianowski / Arkadiusz Hezler / Jakub Sokołowski
- swingi wokalne: Justyna Cichomska / Maria Juźwin / Michał Bronk / Robert Kampa / Paweł Strymiński
- swingi taneczne: Justyna Banasiak-Konieczny / Magdalena Mielewczyk / Jarosław Derybowski / Gabriel Piotrowski

### Orkiestra i zespół wokalny
- Jakub Lubowicz – dyrygent
- Mirosław Romejko – inspektor orkiestry
- Jakub Matuszczyk, Piotr Skórka, Dominik Rosłon, Tymoteusz Hartman – instrumenty klawiszowe
- Wojciech Hartman, Dawid Lubowicz, Mateusz Zaziębło, Joanna Romejko, Jan Romejko – skrzypce
- Marek Czech, Karolina Matyas, Agnieszka Dobrzyńska – altówka
- Mikołaj Pałosz, Anna Wróbel, Adam Misiak – wiolonczela
- Elżbieta Drozdowska, Justyna Pinkwart – flet
- Kamila Grott-Tomaszek, Agata Bednarska – obój
- Grzegorz Dąbrowski, Maksymilian Rogacewicz – fagot
- Mirosław Romejko, Maurycy Hartman, Wiesław Wysocki, Michał Sobiera, Sebastian Stanny – klarnety, saksofony, flety
- Damian Marat, Bartłomiej Koń, Daniel Orlikowski, Robert Murakowski – trąbki
- Mariusz Bulicz, Kamil Karaszewski, Anna Baran, Dominik Karaszewski – waltornie
- Dariusz Plichta, Łukasz Hodor – puzon
- Artur Gierczak, Jakub Kujawa – gitary
- Marcin Murawski, Maciej Matysiak, Piotr Filipowicz, Jarosław Igielski – gitara basowa
- Fryderyk Młynarski, Filip Janowski, Grzegorz Poliszak – perkusja
- Bogusz Wekka, Anna Burakowska – instrumenty perkusyjne
- Patrycja Kotlarska, Nika Lubowicz, Lena Zuchniak, Jacek Kotlarski, Sebastian Stanny, Małgorzata Szymańska, Magdalena Kuś, Weronika Bochat, Patryk Lehmann – wokaliści

## Lista utworów
Akt I
1. Prolog / Uwertura
2. „To dziś, to tu”
3. „Nie obiecuj nic”
4. „Każdy z nich to as”
5. „Mój świat”
6. „Jestem iskrą”
7. „Wrzesień” / „Uwaga, nadchodzi” / „Zabierz mnie stąd”
8. „Piloci”
9. „Rozkaz”
10. „Punkty dowodzenia”
11. „Lekcja angielskiego”
12. „Vaterland”
13. „Kłótnia” / „Mój świat” (repryza I)
14. „Rowerowe love”
15. „Pod wiatr”
16. „Czy tam jesteś gdzieś?”
17. „Zabawa”
18. „Bitwa”

Akt II
1. „Angielska herbata”
2. „Czy pan to wie?”
3. „Azaliż”
4. „Reprymenda”
5. „Pan Hurricane”
6. „Mój świat” (repryza II) / „En français”
7. „Nie ma dobrych dróg”
8. „Le matin”
9. „Jesteście najlepsi”
10. „Druga bitwa”
11. „Za rok, za dwa”
12. „Angielska herbata” (repryza) / „Teraz ja!”
13. „Normandia”
14. „Koniec wojny”
15. „Parada zwycięstwa”
16. „Czerwony pochód” / „Mój świat” (repryza III)
17. „Moulin Rouge”
18. „Nie obiecuj nic” (repryza)